# Janne Väätäinen
Janne Henrik Väätäinen (* 6. März 1975 in Kuopio) ist ein ehemaliger finnischer Skispringer und heutiger Skisprungtrainer. Von 2008 bis 2010 sowie von 2020 bis 2023 war er Cheftrainer der finnischen Skisprungnationalmannschaft.

## Werdegang

### Sportliche Laufbahn
Väätäinen startete bei den Juniorenweltmeisterschaften 1991 in Reit im Winkl erstmals bei einem internationalen Wettkampf und konnte mit der Mannschaft die Silbermedaille im Teamwettbewerb gewinnen. Ein Jahr später, im Februar 1992, startete er in Lahti erstmals im Weltcup, wurde jedoch nur 44. Bei der kurz darauf stattfindenden Juniorenweltmeisterschaft 1992 in Vuokatti konnte er, wieder mit dem Team, die Goldmedaille gewinnen. In der Saison 1992/93 trat er bei mehreren Weltcupspringen an und konnte seiner ersten Weltcuppunkte erringen. Da er sich in der Saison 1993/94 konstant unter den besten 30 platzieren konnte, nahm er an den Olympischen Winterspielen 1994 in Lillehammer teil. Dort belegte er von der Normalschanze den 30. Platz und wurde mit dem Team fünfter. Nach den Olympischen Spielen trat er bei der Skiflug-Weltmeisterschaft 1994 in Planica an und belegte den 14. Platz. Eine Woche später konnte er beim Weltcupspringen in Thunder Bay als Achter erstmals unter die besten Zehn springen. In der Saison 1994/95 nahm Väätäinen nur an vier Weltcupspringen teil, bei denen er um den Einzug in den zweiten Durchgang kämpfte. Auch in der Folgesaison 1995/96 verpasste er oftmals die Punkteränge, konnte jedoch am 28. Februar 1996 beim Springen von seiner Heimschanze in Kuopio mit dem dritten Platz seinen einzigen Podestplatz im Weltcup feiern. In den Jahren danach trat er nur noch sporadisch im Weltcup an und konnte nur noch selten das Finale erreichen. Nach der Saison 2000/01 beendete er schließlich seine aktive Karriere.

### Trainertätigkeit
2002 begann Väätäinen als Trainer der finnischen B-Mannschaft zu arbeiten. 2004 wurde er schließlich Co-Trainer der A-Nationalmannschaft. Nach der Beendigung des Engagements von Tommi Nikunen wurde er im April 2008 als neuer Cheftrainer der Finnischen Nationalmannschaft vorgestellt. Er erhielt zunächst einen Zweijahresvertrag. Nachdem dieser ausgelaufen war, zog Väätäinen 2010 nach Japan, wo er in Sapporo das Tsuchiya Home Ski Team betreute, für das unter anderem Noriaki Kasai und Ryōyū Kobayashi starten. Ab 2020 trainierte Väätäinen erneut die finnische Nationalmannschaft, wurde aber zur Saison 2023/24 von Lauri Hakola ersetzt.

## Erfolge

### Weltcup-Platzierungen
| Saison  | Platz | Punkte |
| ------- | ----- | ------ |
| 1992/93 | 59.   | 001    |
| 1993/94 | 18.   | 237    |
| 1994/95 | 80.   | 011    |
| 1995/96 | 40.   | 113    |
| 1996/97 | 82.   | 010    |
| 1998/99 | 78.   | 010    |

### Grand-Prix-Platzierungen
| Saison | Platz | Punkte |
| ------ | ----- | ------ |
| 1995   | 61.   | 170    |
| 1996   | 42.   | 014    |

## Trivia
Die für ihre „Schispringerlieder“ bekannten österreichischen Künstler Christoph & Lollo schrieben ein Lied über Janne Väätäinen, in dem sie über seinen Namen singen.